# Ethernet

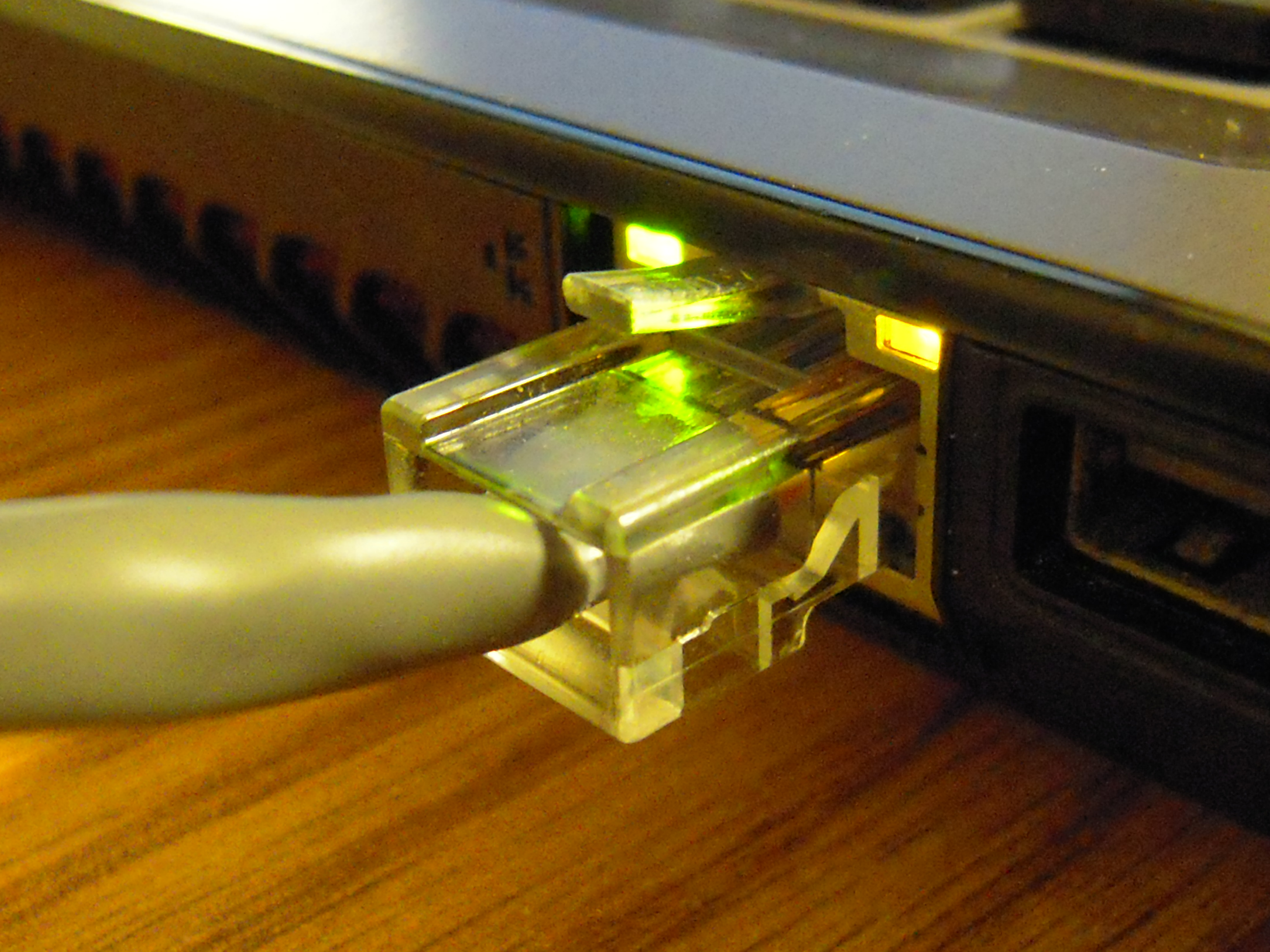
Um cabo de par trançado com um conector modular 8P8C conectado a um laptop computer, usado para Ethernet.

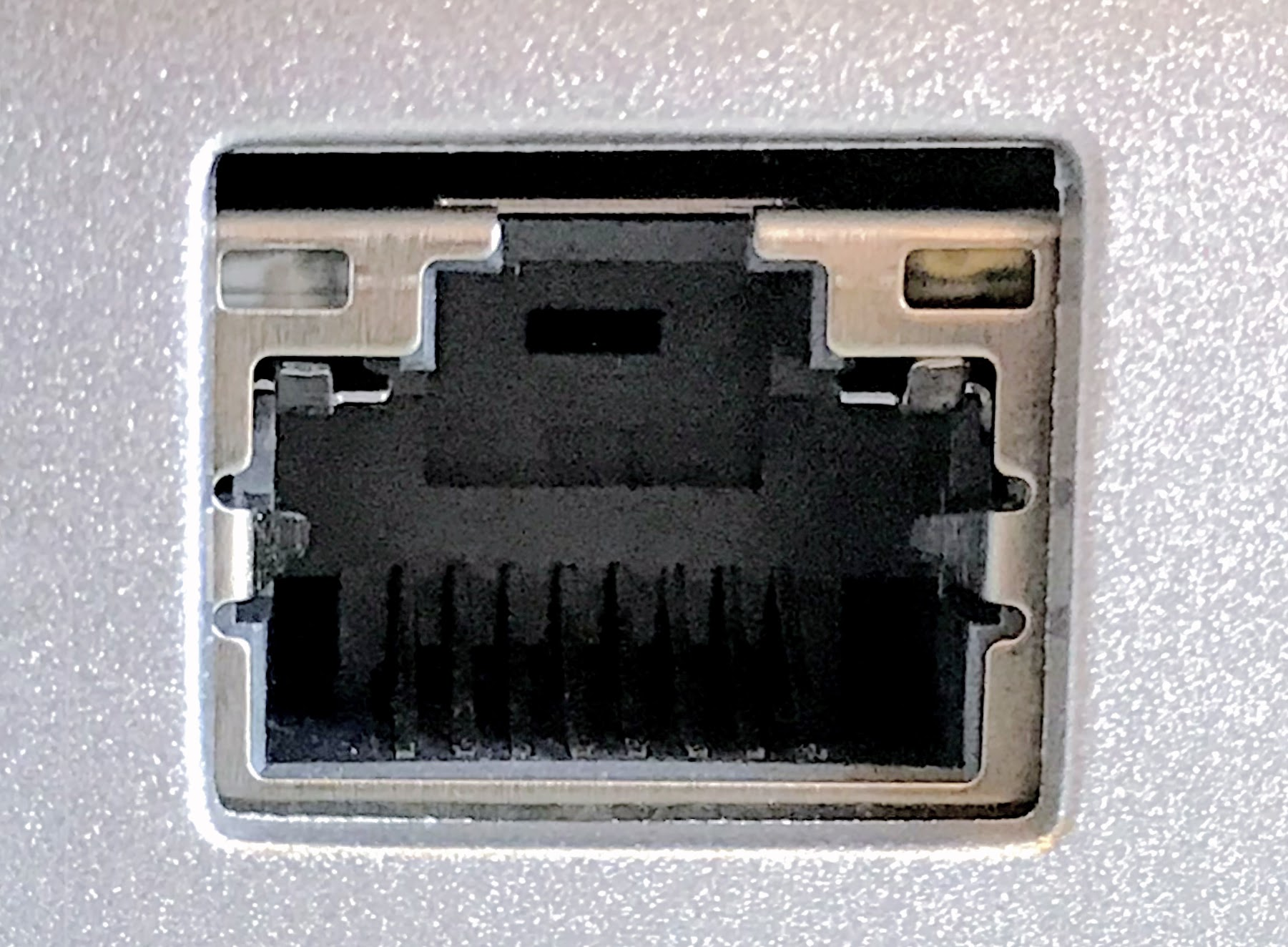
Uma porta Ethernet sobre par trançado.

Símbolo usado pela Apple em alguns dispositivos para denotar uma conexão Ethernet.

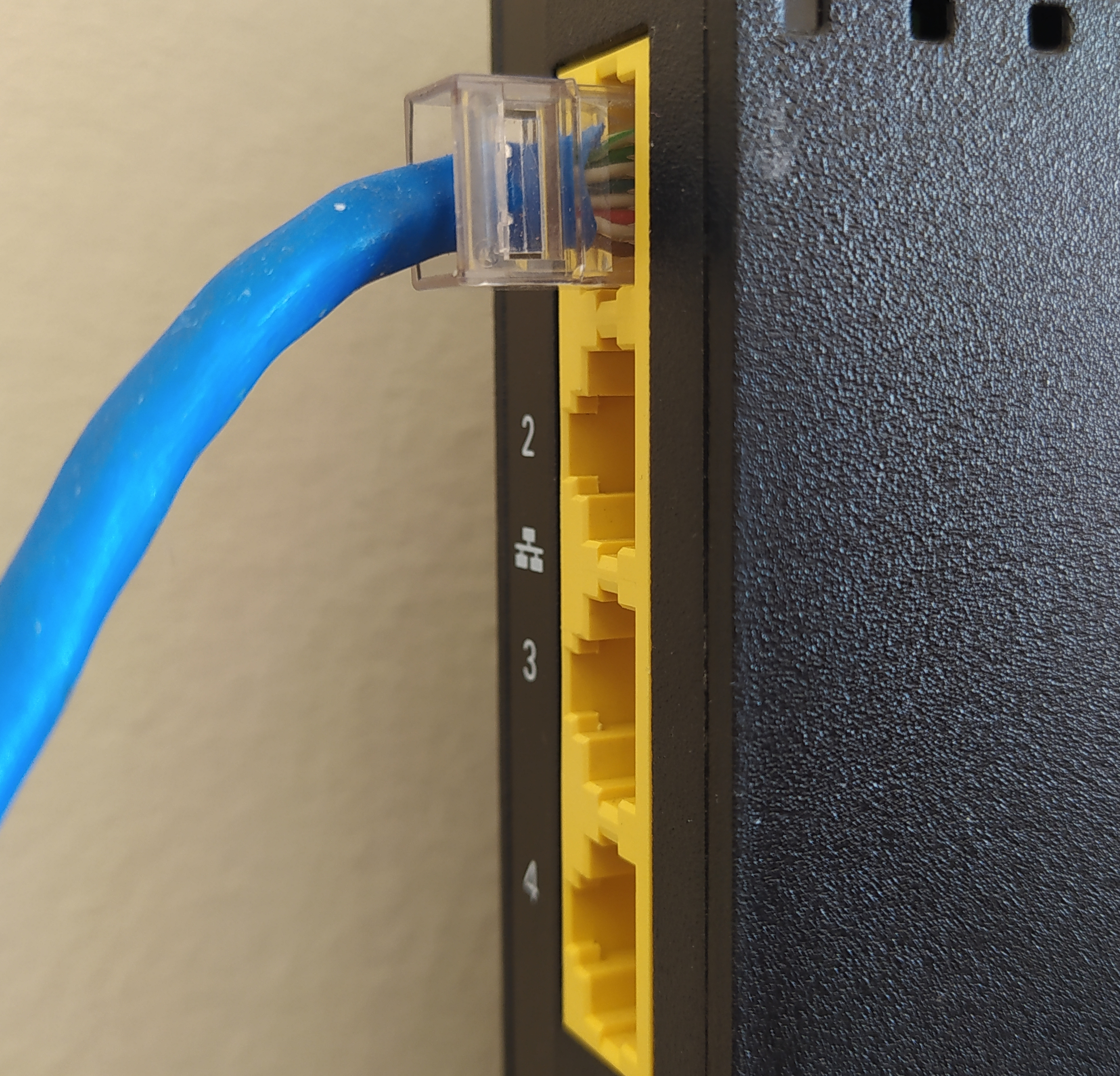
Cabo Ethernet ligado a um roteador

Ethernet é uma família de tecnologias de rede de computadores com fio comumente usadas em redes de área local (LAN), redes de área metropolitana (MAN) e redes de longa distância (WAN). Foi introduzido comercialmente em 1980 e padronizado pela primeira vez em 1983 como IEEE 802.3. A Ethernet desde então foi refinada para suportar taxas de bits mais altas, um número maior de nós e distâncias de link mais longas, mas mantém muita compatibilidade com versões anteriores. Com o tempo a Ethernet substituiu amplamente as tecnologias de LAN com fio concorrentes, como Token ring, FDDI e Arcnet.
A Ethernet 10BASE5 original usa cabo coaxial como meio compartilhado, enquanto as variantes mais recentes da Ethernet usam par trançado e links de fibra óptica em conjunto com switches. Ao longo de sua história, as taxas de transferência de dados Ethernet foram aumentadas em relação ao original 2,94 Mbit/s para o mais recente 400 Gbit/s, com taxas de até 1,6 Tbit/s em desenvolvimento. Os padrões Ethernet incluem várias variantes de fiação e sinalização da camada física OSI.
Os sistemas que se comunicam por Ethernet dividem um fluxo de dados em partes mais curtas chamadas quadros. Cada quadro contém endereços de origem e destino e dados de verificação de erros para que os quadros danificados possam ser detectados e descartados; na maioria das vezes, os protocolos de camada superior acionam a retransmissão de quadros perdidos. De acordo com o modelo OSI, a Ethernet fornece serviços até e incluindo a camada de enlace de dados. O endereço MAC de 48 bits foi adotado por outros padrões de rede IEEE 802, incluindo IEEE 802.11 (Wi-Fi), bem como pelo FDDI. Os valores EtherType também são usados nos cabeçalhos do Subnetwork Access Protocol (SNAP).
A Ethernet é amplamente usada em residências e na indústria e funciona bem com tecnologias Wi-Fi. O Internet Protocol é comumente transportado pela Ethernet e por isso é considerado um dos principais protocolos que compõem a Internet.

## História

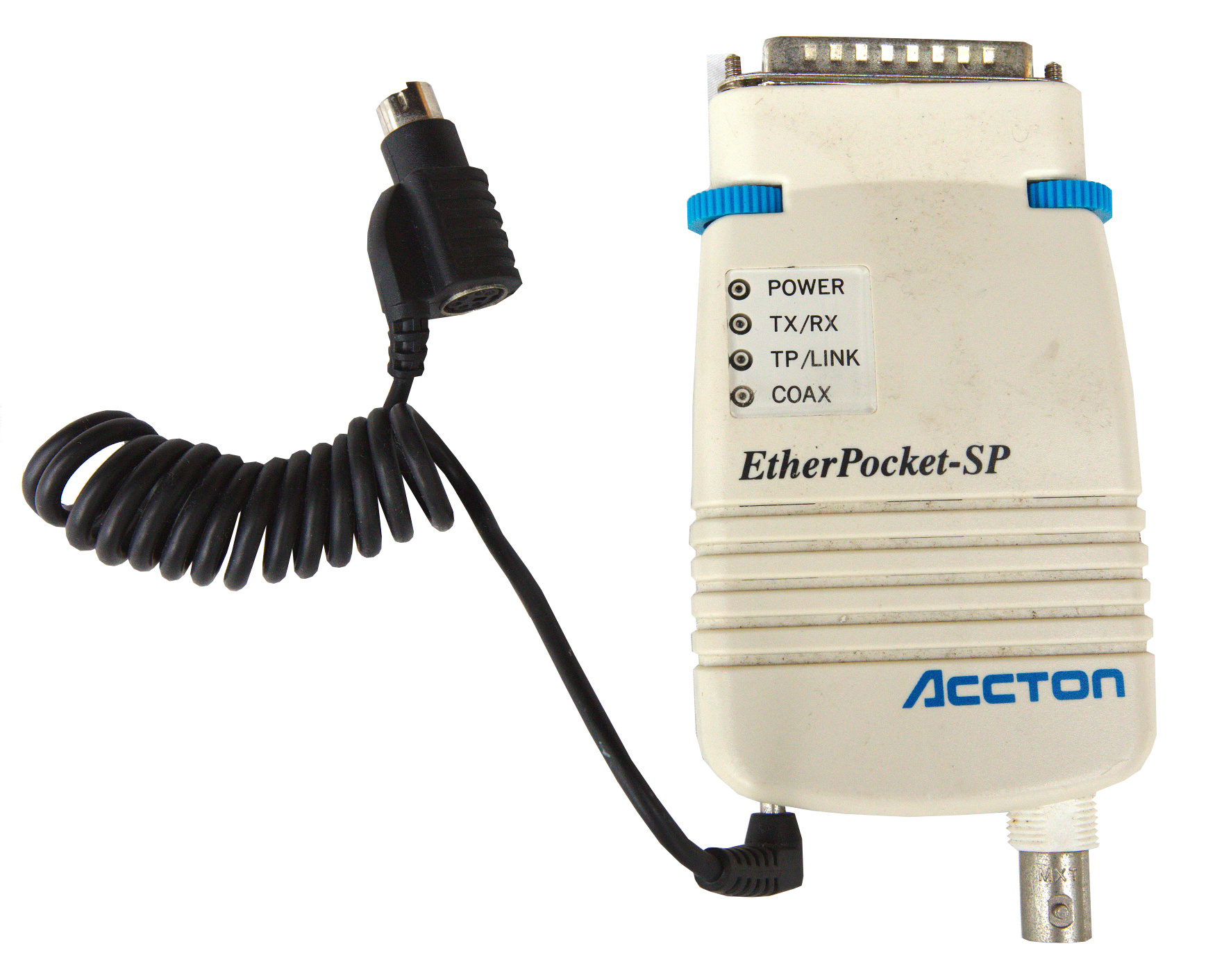
Adaptador Ethernet de porta paralela Accton Etherpocket-SP (por volta de 1990). Suporta cabos coaxiais (10BASE2) e de par trançado (10BASE-T). A energia é extraída de um cabo de passagem de porta PS/2.

A Ethernet foi desenvolvida na Xerox PARC entre 1973 e 1974. Foi inspirada na ALOHAnet, que Robert Metcalfe havia estudado como parte de sua tese de doutorado. A ideia foi documentada pela primeira vez em um memorando que Metcalfe escreveu em 22 de maio de 1973, onde ele o nomeou em homenagem ao éter luminífero que uma vez postulou existir como um "meio onipresente e completamente passivo para a propagação de ondas eletromagnéticas". Em 1975, a Xerox apresentou um pedido de patente listando Metcalfe, David Boggs, Chuck Thacker e Butler Lampson como inventores. Em 1976, depois que o sistema foi implantado no PARC, Metcalfe e Boggs publicaram um artigo seminal. Yogen Dalal, Ron Crane, Bob Garner e Roy Ogus facilitaram a atualização do protocolo original de 2,94 Mbit/s para o protocolo de 10 Mbit/s, que foi lançado no mercado em 1980.
Metcalfe deixou a Xerox em junho de 1979 para formar a 3Com. Ele convenceu a Digital Equipment Corporation (DEC), a Intel e a Xerox a trabalharem juntas para promover a Ethernet como padrão. Como parte desse processo, a Xerox concordou em abrir mão de sua marca 'Ethernet'. O primeiro padrão foi publicado em 30 de setembro de 1980 como "The Ethernet, A Local Area Network. Data Link Layer and Physical Layer Specifications". Esse chamado padrão DIX (Digital Intel Xerox) especifica Ethernet de 10 Mbit/s, com endereços de origem e destino de 48 bits e um campo global tipo EtherType de 16 bits. A versão 2 foi publicada em novembro de 1982 e define o que ficou conhecido como Ethernet II. Esforços formais de padronização prosseguiram ao mesmo tempo e resultaram na publicação do IEEE 802.3 em 23 de junho de 1983.
A Ethernet inicialmente competiu com o Token ring e outros protocolos proprietários. A Ethernet foi capaz de se adaptar às necessidades do mercado e, com o 10BASE2, mudou para o cabo coaxial fino e barato e, a partir de 1990, para o agora onipresente par trançado com o 10BASE-T. No final da década de 1980, a Ethernet era claramente a tecnologia de rede dominante. No processo, a 3Com tornou-se uma grande empresa. A 3Com lançou sua primeira NIC Ethernet 3C100 de 10 Mbit/s em março de 1981, e naquele ano começou a vender adaptadores para PDP-11 e VAXes, bem como computadores Intel e Sun Microsystems baseados em Multibus.:9 Isso foi seguido rapidamente pelo adaptador Unibus para Ethernet da DEC, que a DEC vendeu e usou internamente para construir sua própria rede corporativa, que atingiu mais de 10 000 nós em 1986, tornando-se uma das maiores redes de computadores do mundo na época. Uma placa adaptadores Ethernet para o IBM PC foi lançada em 1982 e, em 1985, a 3Com vendeu 100 000 unidades. Na década de 1980, o próprio produto PC Network da IBM competia com a Ethernet para o PC e, durante a década de 1980, o hardware de LAN, em geral, não era comum em PCs. No entanto, em meados da década de 1980, a rede de PCs tornou-se popular em escritórios e escolas, e entre as diversas tecnologias de LAN concorrentes daquela década, a Ethernet era uma das mais populares. Adaptadores Ethernet baseados em portas paralelas foram produzidas por um tempo, com divers para DOS e Windows. No início da década de 1990, a Ethernet tornou-se tão predominante que as portas Ethernet começaram a aparecer em alguns PCs e na maioria das estações de trabalho. Esse processo foi bastante acelerado com a introdução do 10BASE-T e seu conector modular relativamente pequeno, ponto em que as portas Ethernet apareceram mesmo em placas-mãe de baixo custo.[carece de fontes?]
Desde então, a tecnologia Ethernet evoluiu para atender aos novos requisitos de largura de banda e mercado. Além dos computadores, a Ethernet agora é usada para interconectar aparelhos e outros aparelhos pessoais. Como Ethernet Industrial, é usado em aplicações industriais e está substituindo rapidamente os sistemas legados de transmissão de dados nas redes de telecomunicações do mundo. Em 2010, o mercado de equipamentos Ethernet somava mais de US$ 16 bilhões por ano.

## Padronização

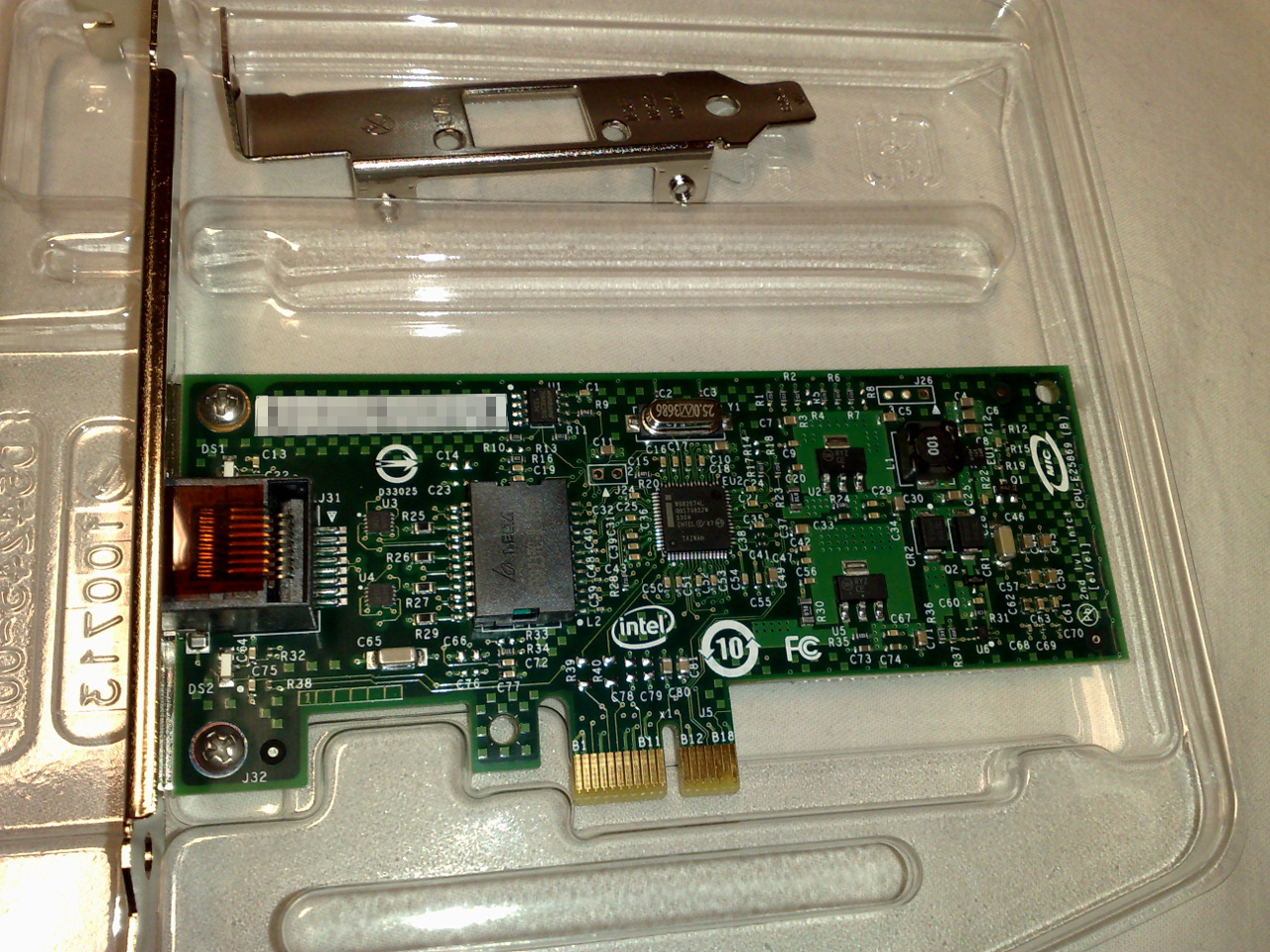
Uma NIC Intel 82574L Gigabit Ethernet, placa PCI Express ×1.

Em fevereiro de 1980, o Instituto de Engenheiros Eletricistas e Eletrônicos (IEEE) iniciou o projeto 802 para padronizar redes locais (LAN). O "grupo DIX" com Gary Robinson (DEC), Phil Arst (Intel) e Bob Printis (Xerox) apresentaram a chamada especificação CSMA/CD "Blue Book" como candidata para a especificação LAN. Além do CSMA/CD, Token Ring (suportado pela IBM) e Token Bus (selecionado e, daqui em diante, suportado pela General Motors) também foram considerados candidatos a um padrão de LAN. Propostas concorrentes e amplo interesse na iniciativa levaram a um forte desacordo sobre qual tecnologia padronizar. Em dezembro de 1980, o grupo foi dividido em três subgrupos e a padronização prosseguiu separadamente para cada proposta.
Atrasos no processo de padronização colocam em risco a introdução no mercado da estação de trabalho Xerox Star e dos produtos Ethernet LAN da 3Com. Com essas implicações comerciais em mente, David Liddle (Gerente Geral, Xerox Office Systems) e Metcalfe (3Com) apoiaram fortemente uma proposta de Fritz Röscheisen (Siemens Private Networks) para uma aliança no mercado emergente de comunicação de escritório, incluindo o suporte da Siemens para a padronização internacional da Ethernet (10 de abril de 1981). Ingrid Fromm, representante da Siemens no IEEE 802, rapidamente alcançou um suporte mais amplo para Ethernet além do IEEE com o estabelecimento de um Grupo de Tarefas "Redes Locais" concorrente dentro do órgão de padrões europeus ECMA TC24. Em março de 1982, o ECMA TC24 com seus membros corporativos chegaram a um acordo sobre um padrão para CSMA/CD baseado no rascunho de IEEE 802.:8 Por ser a proposta DIX tecnicamente mais completa e pela celeridade da ação da ECMA que contribuiu decisivamente para a conciliação de opiniões dentro do IEEE, o padrão IEEE 802.3 CSMA/CD foi aprovado em dezembro de 1982. O IEEE publicou o padrão 802.3 como rascunho em 1983 e como padrão em 1985.
A aprovação da Ethernet em nível internacional foi alcançada por uma ação semelhante e interpartidária com Fromm como oficial de ligação trabalhando para integrar o Comitê Técnico 83 da Comissão Eletrotécnica Internacional (IEC) e o Comitê Técnico da Organização Internacional de Normalização (ISO) 97 Subcomitê 6. O padrão ISO 8802-3 foi publicado em 1989.

## Evolução
t Ethernet evoluiu para incluir maior largura de banda, métodos aprimorados de controle de acesso ao meio e diferentes mídias físicas. O cabo coaxial foi substituído por links ponto a ponto conectados por repetidores e switches Ethernet.
As estações Ethernet se comunicam enviando pacotes de dados entre si: blocos de dados enviados e entregues eventualmente. Assim como em outras LANs IEEE 802, os adaptadores vêm programados com um endereço MAC de 48 bits globalmente exclusivo para que cada estação Ethernet tenha um endereço exclusivo. Os endereços MAC são usados para especificar o destino e a origem de cada pacote de dados. A Ethernet estabelece conexões em nível de link, que podem ser definidas usando os endereços de destino e de origem. Na recepção de uma transmissão, o receptor usa o endereço de destino para determinar se a transmissão é relevante para a estação ou deve ser ignorada. Uma interface de rede normalmente não aceita pacotes endereçados a outras estações Ethernet.
Um campo EtherType em cada quadro é usado pelo sistema operacional na estação receptora para selecionar o módulo de protocolo apropriado (por exemplo, uma versão do Protocolo de Internet, como IPv4). Diz-se que os quadros Ethernet são auto-identificados, devido ao campo EtherType. Os quadros auto-identificados possibilitam misturar vários protocolos na mesma rede física e permite que um único computador use vários protocolos juntos. Apesar da evolução da tecnologia Ethernet, todas as gerações de Ethernet (excluindo as primeiras versões experimentais) usam os mesmos formatos de quadro. Redes de velocidade mista podem ser construídas usando switches e repetidores Ethernet que suportam as variantes Ethernet desejadas.
Devido à onipresença da Ethernet e ao custo cada vez menor do hardware necessário para suportá-la, em 2004 a maioria dos fabricantes construiu interfaces Ethernet diretamente nas placas-mãe dos PCs, eliminando a necessidade de uma placa de rede separada.

### Meio compartilhado

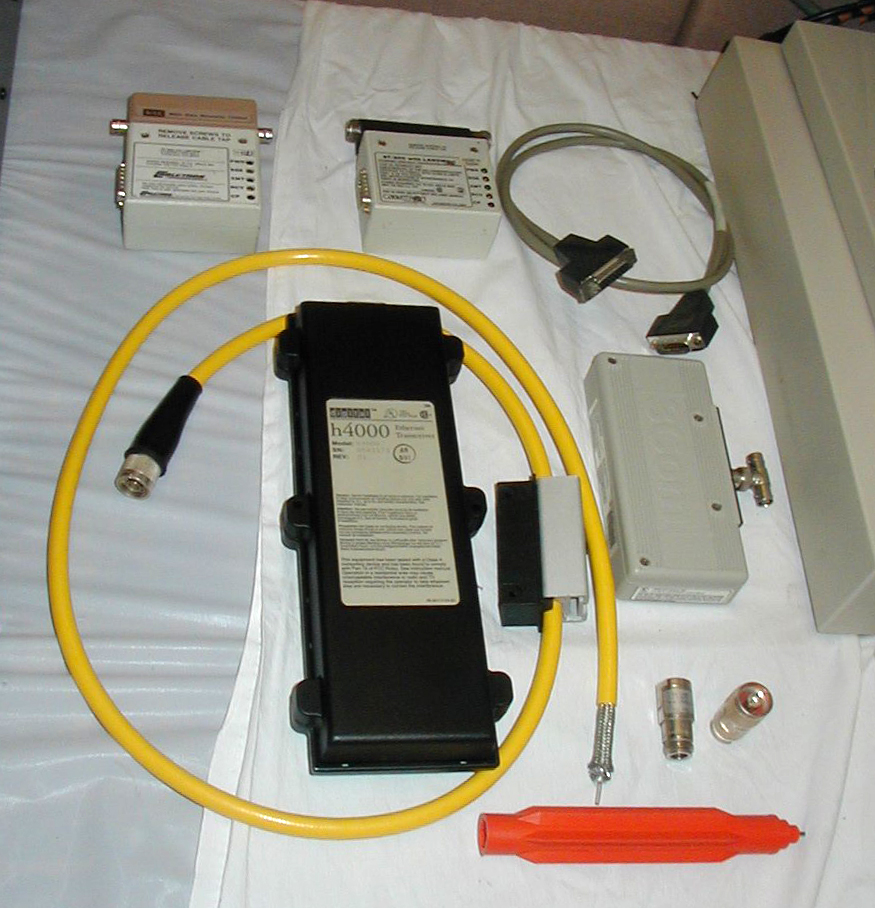
Equipamentos Ethernet mais antigos. No sentido horário a partir do canto superior esquerdo: Um transceptor Ethernet com um adaptador 10BASE2 em linha, um modelo semelhante de transceptor com um adaptador 10BASE5, um cabo AUI, um estilo diferente de transceptor com conector T 10BASE2 BNC, dois terminais 10BASE5 (conectores N), uma ferramenta de instalação "vampire tap" laranja (que inclui uma broca especializada em uma extremidade e uma chave de soquete na outra) e um transceptor 10BASE5 modelo antigo (h4000) fabricado pela DEC. O comprimento curto do cabo 10BASE5 amarelo tem uma extremidade equipada com um conector N e a outra extremidade preparada para ter um invólucro de conector N instalado; o objeto retangular meio preto e meio cinza através do qual o cabo passa é uma torneira de vampiro instalada.

A Ethernet foi originalmente baseada na ideia de computadores se comunicarem por meio de um cabo coaxial compartilhado atuando como um meio de transmissão. O método utilizado era semelhante ao usado em sistemas de rádio, com o cabo comum fornecendo o canal de comunicação semelhante ao éter Luminífero na física do século XIX, e foi dessa referência que o "Ethernet" foi derivado.
O cabo coaxial compartilhado da Ethernet original (o meio compartilhado) atravessava um prédio ou campus para cada máquina conectada. Um esquema conhecido como acesso múltiplo de detecção de portadora com detecição de colisão (CSMA/CD) governava a maneira como os computadores compartilhavam o canal. Esse esquema era mais simples do que as tecnologias concorrentes de Token Ring ou Token Bus. Os computadores são conectados a um transceptor Attachment Unit Interface (AUI), que por sua vez é conectado ao cabo (com thin Ethernet transceptor geralmente é integrado ao adaptador de rede). Embora um fio passivo simples seja altamente confiável para redes pequenas, ele não é confiável para grandes redes estendidas, onde danos ao fio em um único local ou um único conector ruim podem tornar todo o segmento Ethernet inutilizável.
Até a primeira metade da década de 1980, a implementação 10BASE5 da Ethernet usava um cabo coaxial de 0,375 polegadas (9,5 mm) de diâmetro, mais tarde chamado de "thick Ethernet" ou "thicknet". Seu sucessor, 10BASE2, chamado de "thing Ethernet" ou "thinnet", usava cabo coaxial RG-58. A ênfase estava em tornar a instalação do cabo mais fácil e menos dispendiosa.:57
Como toda comunicação acontece no mesmo fio, qualquer informação enviada por um computador é recebida por todos, mesmo que essa informação seja destinada a apenas um destino. A placa de interface de rede interrompe a CPU somente quando os pacotes aplicáveis são recebidos: a placa ignora informações não endereçadas a ela. O uso de um único cabo também significa que a largura de banda de dados é compartilhada, de modo que, por exemplos, a largura de banda de dados disponível para cada dispositivo é reduzida pela metade quando duas estações estão ativas simultaneamente.
Uma colisão acontece quando duas estações tentam transmitir ao mesmo tempo. Eles corrompem os dados transmitidos e exigem que as estações retransmitam. Os dados perdidos e a retransmissão reduzem o rendimento. Na pior das hipóteses, onde vários hosts ativos conectados com o comprimento máximo de cabo permitido tentam transmitir muitos quadros curtos, colisões excessivas podem reduzir drasticamente a taxa de transferência. No entanto, um relatório da Xerox em 1980 estudou o desempenho de uma instalação Ethernet existente sob carga pesada normal e gerada artificialmente. O relatório afirmou que 98% de taxa de transferência na LAN foi observada. Isso constata com a passagem de token LANs (Token Ring, Token Bus), todas as quais sofrem degradação da taxa de transferência à medida que cada novo nó entra na LAN, devido a esperas de token. Este relatório foi controverso, pois a modelagem mostrou que as redes baseadas em colisão teoricamente se tornavam instáveis sob cargas tão baixas quanto 37% da capacidade nominal. Muitos pesquisadores iniciais não conseguiram entender esses resultados. O desempenho em redes reais é significativamente melhor.
Em uma Ethernet moderna, nem todas as estações compartilham um canal por meio de um cabo compartilhado ou de um simples hub repetidor; em vez disso, cada estação se comunica com um switch, que por sua vez encaminha esse tráfego para a estação de destino. Nesta topologia, as colisões só são possíveis se a estação e o switch tentarem se comunicar ao mesmo tempo, e as colisões são limitadas a este link. Além disso, o padrão 10BASE-T introduziu um modo de operação full duples que se tornou comum com Fast Ethernet e o padrão de fato com Gigabit Ethernet. Em full duplex, switch e estação podem enviar e receber simultaneamente e, portanto, as Ethernets modernas são completamente livres de colisões.

CComparação entre Ethernet original e Ethernet moderna
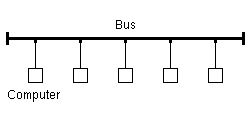
A implementação Ethernet original: meio compartilhado, propenso a colisões. Todos os computadores que tentam se comunicar compartilham o mesmo cabo e, portanto, competem entre si.
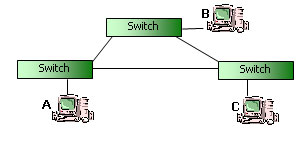
Implementação Ethernet moderna: conexão comutada, livre de colisões. Cada computador se comunica apenas com seu próprio switch, sem competição pelo cabo com os demais.

### Repetidores e hubs

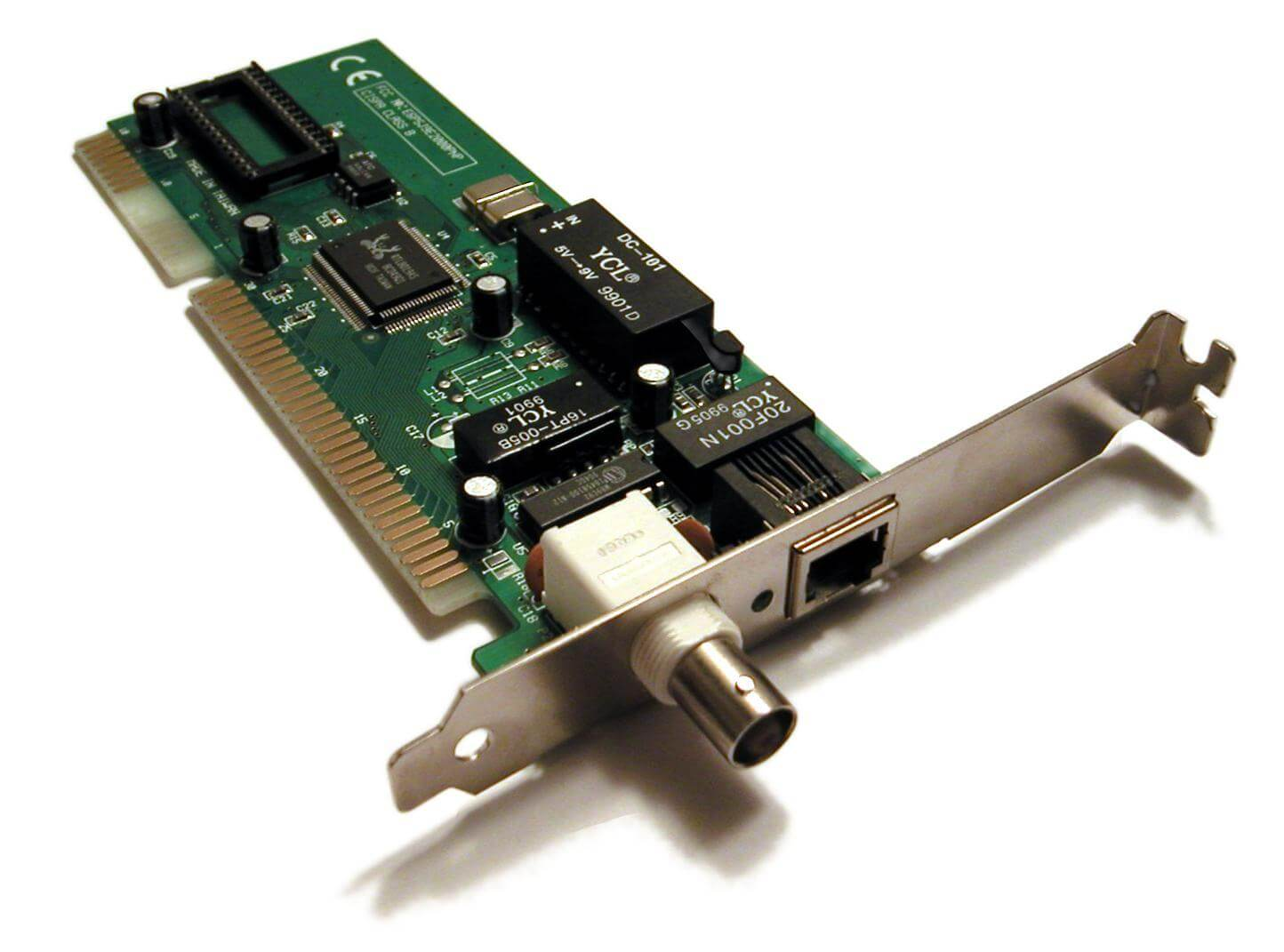
Uma placa de interface de rede ISA dos anos 90 que suporta 10BASE2 baseado em cabo coaxial (conector BNC, esquerdo) e 10BASE-T baseado em par trançado (conector 8P8C, direito).

Por motivos de degradação e temporização do sinal, os segmentos Ethernet coaxiais têm um tamanho restrito. Redes um pouco maiores podem ser construídas usando um repetidor Ethernet. Os primeiros repetidores tinha apenas duas portas, permitindo, no máximo, dobrar o tamanho da rede. Uma vez que os repetidores com mais de duas portas ficaram disponíveis, foi possível cabear a rede em uma topologia em estrela. As primeiras experiências com topologias em estrela (chamadas "Fibernet") usando fibra óptica foram publicadas em 1978.
Cabo compartilhado Ethernet é sempre difícil de instalar em escritórios porque sua topologia de barramento está em conflito com os planos de cabos de topologia em estrela projetados em edifícios para telefonia. A modificação da Ethernet para se adequar à fiação telefônica de par trançado já instalada em edifícios comerciais proporcionou outra oportunidade de reduzir custos, expandir a base instalada e alavancar o projeto do edifício e, assim, a Ethernet de par trançado foi o próximo desenvolvimento lógico em meados da década de 1980.
A Ethernet em cabos de Par Trançado sem Blindagem (UTP) começou com StarLAN a 1 Mbit/s em meados da década de 1980. Em 1987, a SynOptics introduziu a primeira Ethernet de par trançado a 10 Mbit/s em uma topologia de cabeamento em estrela com um hub central, mais tarde chamado LattisNet.:29 Estes evoluíram para o 10BASE-T, que foi projetado apenas para links ponto a ponto, e todas as terminações foram incorporadas ao dispositivo. Isso mudou os repetidores de um dispositivo especializado usado no centro de grandes redes para um dispositivo que toda rede baseada em par trançado com mais de duas máquinas tinha que usar. A estrutura em árvore resultante disso tornou as redes Ethernet mais fáceis de manter, evitando que a maioria das falhas com um par ou seu cabo associado afetassem outros dispositivos na rede.[carece de fontes?]
Apenas da topologia física em estrela e da presença de canais separados de transmissão e recepção no par trançado e mídia de fibra, as redes Ethernet baseadas em repetidor ainda usam half-duplex e CSMA/CD, com atividade mínima do repetidor, principalmente geração do sinal de congestionamento para lidar com colisões de pacotes. Cada pacote é enviado para todas as outras portas do repetidor, portanto, os problemas de largura de banda e segurança não são resolvidos. A taxa de transferência total do repetidor é limitada àquela de um único link, e todos os links devem operar na mesma velocidade.:278

### Ponte e comutação

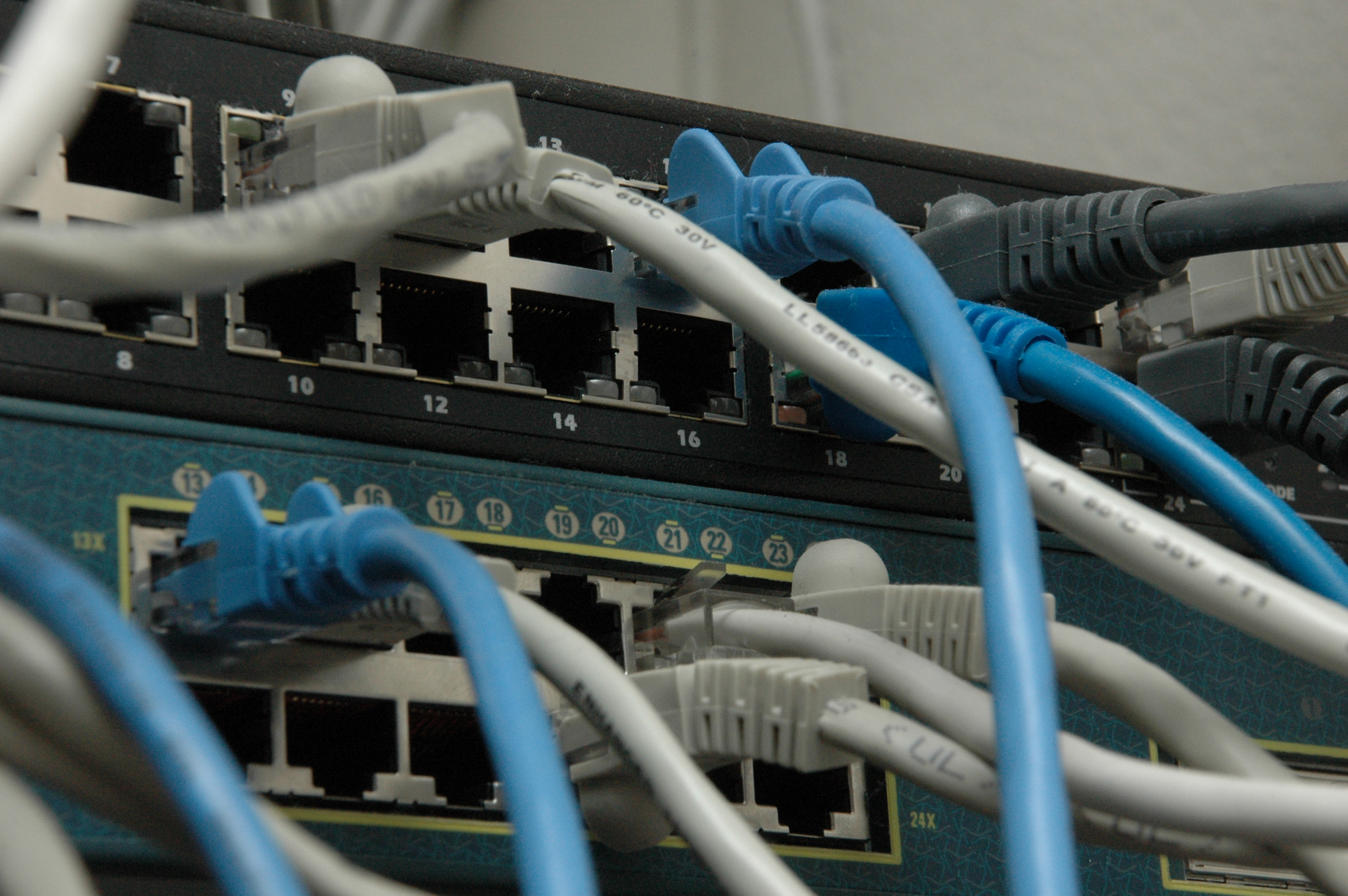
Patch cable com campos de patch de dois switches Ethernet.

Embora os repetidores possam isolar alguns aspectos dos segmentos Ethernet, como quebras de cabos, eles ainda encaminham todo o tráfego para todos os dispositivos Ethernet. A rede inteira é um domínio de colisão e todos os hosts devem ser capazes de detectar colisões em qualquer lugar da rede. Isso limita o número de repetidores entre os nós mais distantes e cria limites práticos sobre quantas máquinas podem se comunicar em uma rede Ethernet. Os segmentos unidos por repetidores devem operar todos na mesma velocidade, impossibilitando atualizações progressivas.[carece de fontes?]
Para aliviar esses problemas, foi criado um bridging para se comunicar na camada de enlace de dados enquanto isolava a camada física. Com a ponte, apenas pacotes Ethernet bem formados são encaminhados de um segmento Ethernet para outro; colisões e erros de pacotes são isolados. Na inicialização inicial, as pontes Ethernet funcionam como repetidores Ethernet, passando todo o tráfego entre os segmentos. Observando os endereços de origem dos quadros de entrada, a ponte constrói uma tabela de endereços associando os endereços aos segmentos. Depois que um endereço é aprendido, a ponte encaminha o tráfego de rede destinado a esse endereço apenas para o segmento associado, melhorando o desempenho geral. Transmissão o tráfego ainda é encaminhado para todos os segmentos de rede. As pontes também superam os limites de segmentos totais entre dois hosts e permitem a mistura de velocidades, ambas críticas para a implantação incremental de variantes Ethernet mais rápidas.[carece de fontes?]
Em 1989, a Motorola Codex lançou seu 6310 EtherSpan, e a Kalpana lançou seu EtherSwitch; estes foram exemplos dos primeiros switches Ethernet comerciais. Os primeiros switches, como esse, usavam comutação de corte, onde apenas o cabeçalho do pacote de entrada é examinado antes de ser descartado ou encaminhado para outro segmento. Isso reduz a latência de encaminhamento. Uma desvantagem desse método é que ele não permite prontamente uma mistura de diferentes velocidades de link. Outra é que os pacotes que foram corrompidos ainda são propagados pela rede. O eventual remédio para isso foi um retorno à loja original e abordagem de bridging, onde o pacote é lido em um buffer no switch em sua totalidade, sua sequência de verificação de quadros é verificada e só então o pacote é encaminhado. Em equipamentos de rede modernos, esse processo normalmente é feito usando circuitos integrados específicos de aplicativos, permitindo que os pacotes sejam encaminhados na velocidade do fio.[carece de fontes?]
Quando um par trançado ou segmento de link de fibra é usado e nenhuma extremidade está conectada a um repetidor, a Ethernet full-duplex torna-se possível nesse segmento. No modo full-duplex, ambos os dispositivos podem transmitir e receber um ao outro ao mesmo tempo, e não há domínio de colisão. Isso duplica a largura de banda agregada do link e às vezes é anunciado como o dobro da velocidade do link (por exemplo, 200 Mbit/s para Fast Ethernet). A eliminação do domínio de colisão para essas conexões também significa que toda a largura de banda do link pode ser usada pelos dois dispositivos naquele segmento e que o comprimento do segmento não é limitado pelas restrições de detecção de colisão.
Como os pacotes normalmente são entregues apenas à porta para qual se destinam, o tráfego em uma Ethernet comutada é menos público do que em uma Ethernet de meio compartilhado. Apesar disso, a Ethernet comutada ainda deve ser considerada uma tecnologia de rede insegura, porque é fácil subverter sistemas Ethernet comutados por meio de falsificação de ARP e Mac flooding.
As vantagens da largura de banda, o isolamento aprimorado de dispositivos entre si, a capacidade de misturar facilmente diferentes velocidades de dispositivos e a eliminação dos limites de encadeamento inerentes à Ethernet não comutada tornaram a Ethernet comutada a tecnologia de rede dominante.

### Rede avançada

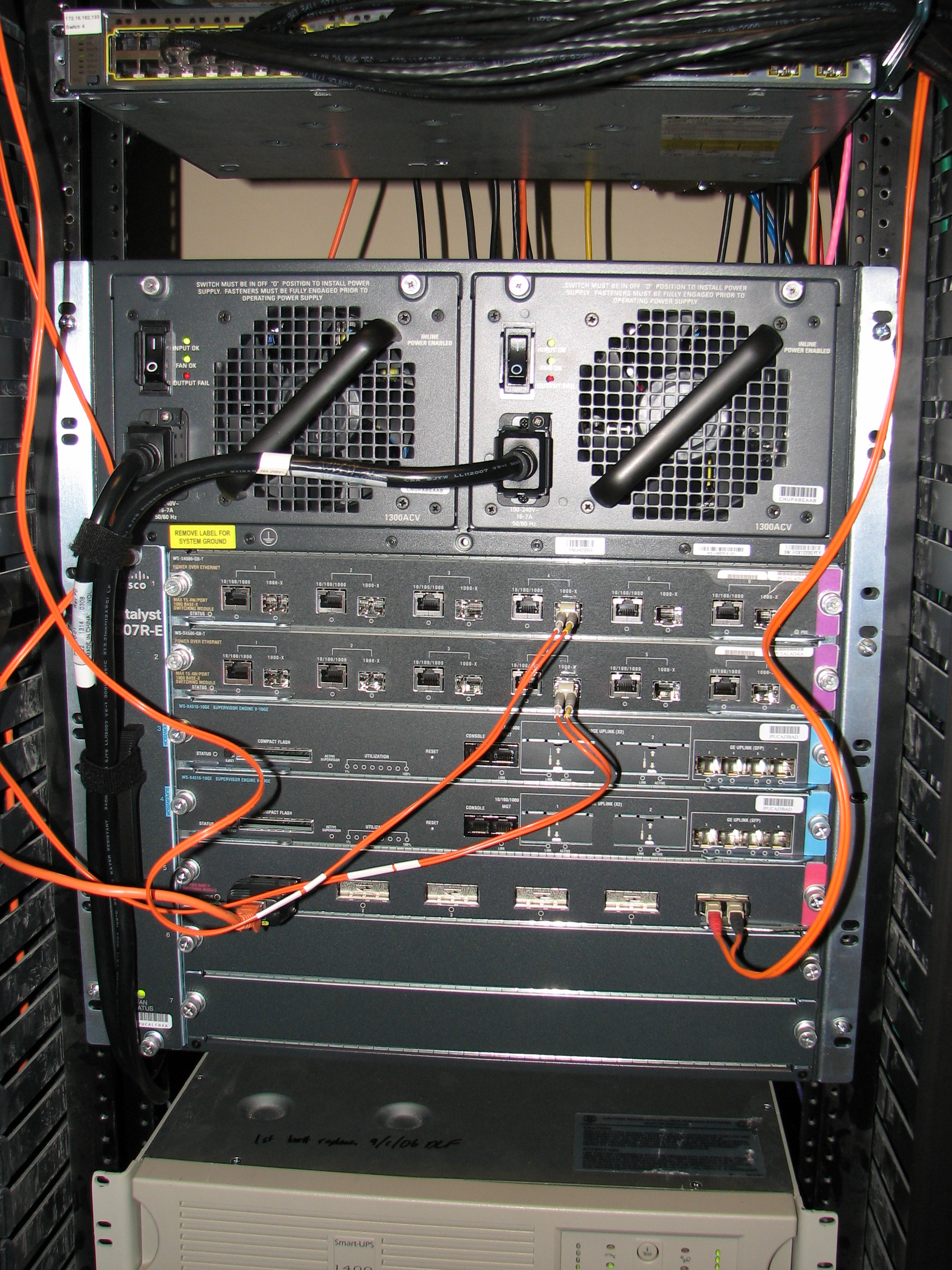
Um switch Ethernet central.

As redes Ethernet comutadas simples, embora sejam uma grande melhoria em relação à Ethernet baseada em repetidor, sofrem de pontos únicos de falha, ataques que enganam switches ou hosts para enviar dados para uma máquina, mesmo que não seja destinada a ela, problemas de escalabilidade e segurança em relação a loops de comutação, radiação de broadcast e tráfego multicast.[carece de fontes?]
Recursos avançados de rede em switches usam pontes de caminho mais curto (SPB) ou o protocolo spanning-tree (STP) para manter uma rede em malha sem loop, permitindo loops físicos para redundância (STP) ou balanceamento de carga (SPB). A ponte de caminho mais curto inclui o uso do protocolo de roteamento de estado de link IS-IS para permitir redes maiores com rotas de caminho mais curto entre dispositivos.
Recursos avançados de rede também garantem a segurança da porta, fornecem recursos de proteção como bloqueio de MAC e filtragem de radiação de transmissão, usam VLANs para manter diferentes classes de usuários separadas enquanto usam a mesma infraestrutura física, empregam comutação multicamada para rotear entre diferentes classes e usam agregação e link para adicionar largura de banda a links sobrecarregados e fornecer alguma redundância.[carece de fontes?]
Em 2016, a Ethernet substituiu o InfiniBand como o sistema de interconexão mais popular dos supercomputadores TOP500.

## Variedades
A camada fisica Ethernete evoluiu ao longo de um período de tempo considerável e abrange interfaces de mídia física coaxial, par trançado e fibra ótica, com velocidades de 1 Mbit/s a 400 Gbit/s. A primeira introdução do CSMA/CD de par trançado foi StarLAN, padronizado como 802.3 1BASE5. Embora o 1BASE5 tenha pouca penetração no mercado, ele definiu o aparato físico (fio, plugue/jack, pin-out e plano de fiação) que seria transportado para o 10BASE-T até o 10GBASE-T.
As formas mais comuns usadas são 10BASE-T, 100BASE-TX e 1000BASE-T. Todos os três usam cabos de par trançado e conectores modulares 8P8C. Eles rodam a 10 Mbit/s, 100 Mbit/s e 1 Gbit/s, respectivamente.
As variantes de fibra óptica Ethernet (que comumente usam módulos SFP) também são muito populares em redes maiores, oferecendo alto desempenho, melhor isolamento elétrico e maior distância (dezenas de quilômetros em algumas versões). Em geral, o software de pilha de protocolos de rede funcionará de maneira semelhante em todas as variedades.

## Quadro estrutural

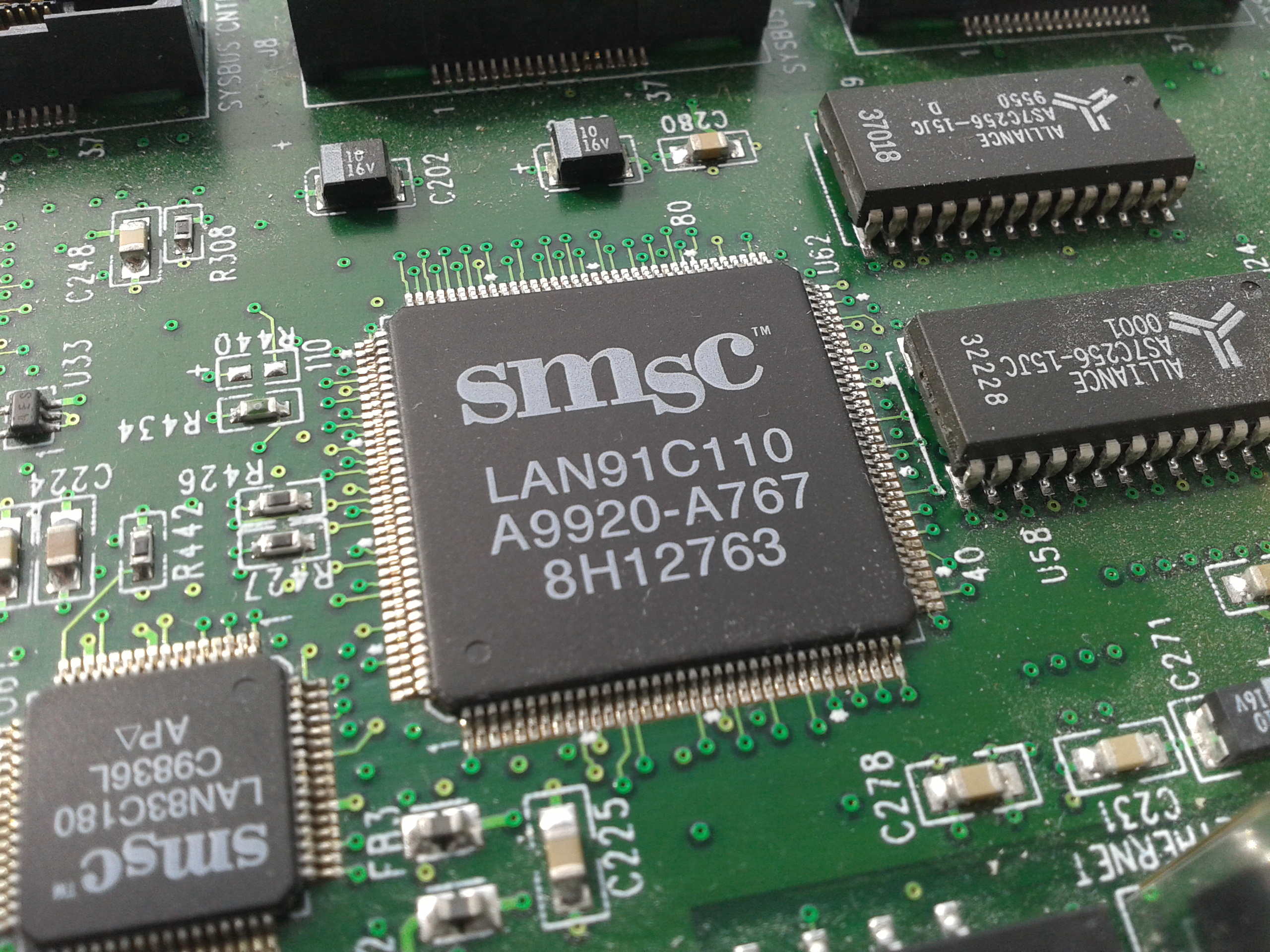
Um close-up do chip SMSC LAN91C110 (SMSC 91x), um chip Ethernet incorporado.

No IEEE 802.3, um datagrama é chamado de pacote ou quadro. O pacote é usado pra descrever a unidade de transmissão geral e inclui o preâmbulo, o delimitador de quadro inicial (SFD) e a extensão da portadora (se houver). O quadro começa após o delimitador de quadro inicial com um cabeçalho de quadro com endereços MAC de origem e destino e o campo EtherType fornecendo o tipo de protocolo para o protocolo de carga útil ou o comprimento da carga útil. A seção do meio do quadro consiste em dados de carga útil, incluindo quaisquer cabeçalhos para outros protocolos (por exemplo, Protocolo de Internet) transportados no quadro. O quadro termina com 32 bits verificação de redundância cíclica, que é usada para detectar corrupção de dados em trânsito.:seções 3.1.1 e 3.2 Notavelmente, os pacotes Ethernet não possuem campo de tempo de vida, levando a possíveis problemas na presença de um loop de comutação.

## Autonegociação
Autonegociação é o procedimento pelo qual dois dispositivos conectados escolhem parâmetros de transmissão comuns, por exemplo, velocidade e modo duplex. A negociação automática foi inicialmente um recurso opcional, introduzido pela primeira vez com 100BASE-TX, enquanto também é compatível com 10BASE-T. A negociação automática é obrigatória para 1000BASE-T e mais rápido.

## Condições de erro

### Circuito de comutação
Um loopde comutação ou loop de ponte ocorre em redes de computadores quando há mais de um caminho de Camada 2 (Modelo OSI) entre dois terminais (por exemplo, várias conexões entre dois switches de rede ou duas portas no mesmo switch conectadas entre si). O loop cria tempestades de broadcast à medida que broadcasts e multicasts são encaminhados por switches em cada porta, o switch ou switches irão retransmitir repetidamente as mensagens de broadcast que inundam a rede. Como o cabeçalho da camada 2 não suporta um valor Time to Live (TTL), se um quadro for enviado para uma topologia em loop, ele poderá fazer um loop para sempre.
Uma topologia física que contém loops de comutação ou ponte é atraente por motivos de redundância, mas uma rede comutada não deve ter loops. A solução é permitir loops físicos, mas criar uma topologia lógica sem loop usando o protocolo de ponte de caminho mais curto (SPB) ou os protocolos de spanning tree (STP) mais antigos nos switches de rede.[carece de fontes?]

### Jabber
Um nó que está enviando mais tempo do que a janela de transmissão máxima para um pacote Ethernet é considerado jabbering. Dependendo da topologia física, a detecção e a solução do jabber diferem um pouco.
- Uma MAU é necessária para detectar e interromper a transmissão anormalmente longa do DTE (mais de 20-150 ms) para evitar interrupção permanente da rede.[55]
- Em um meio eletricamente compartilhado (10BASE5, 10BASE2, 1BASE5), o jabber só pode ser detectado por cada nó final, interrompendo a recepção. Nenhum outro remédio é possível.[56]
- Um hub repetidor/repetidor usa um temporizador de jabber que encerra a retransmissão para as outras portas quando expira. O temporizador é executado para 25 000 ou 50 000 tempos de bits para 1 Mbit/s,[57] 40 000 a 75 000 tempos de bits para 10 e 100 Mbit/s,[58][59] e 80 000 a 150 000 tempos de bits para 1 Gbit/s.[60] As portas Jabbering são particionadas fora da rede até que uma portadora não seja mais detectada.[61]
- Os nós finais que utilizam uma camada MAC geralmente detectam um quadro Ethernet superdimensionado e param de receber. Uma ponte/switch não encaminhará o quadro.[62]
- Uma configuração de tamanho de quadro não uniforma na rede usando quadros jumbo pode ser detectada como jabber pelos nós finais.[carece de fontes?]
- Um pacote detectado como jabber por um repetidor upstream e subsequentemente cortado tem uma sequência de verificação de quadro inválida e é descartado.[carece de fontes?]

### Quadros inúteis
- Runts são pacotes ou quadros menores que o tamanho mínimo permitido. Eles são descartados e não propagados.[63]